# Franck Haise
Franck Haise, né le 15 avril 1971 à Mont-Saint-Aignan (Seine-Maritime), est un footballeur français reconverti entraîneur. Il est depuis 2024 l'entraîneur de l'OGC Nice.

## Biographie

### Carrière de joueur (1989-2004)
Originaire de Seine-Maritime, Franck Armel Gérard Haise intègre le FC Rouen en pupilles et fait ses débuts en équipe première à 17 ans. Il signe un contrat stagiaire à l'été 1989. Devenu professionnel et capitaine de son équipe, il passe quatre saisons en deuxième division, de 1990 à 1994, manquant d'un rien l'accession en première division à trois reprises. Après une saison difficile en National en 1994-1995 et alors que le club rouennais se dirige vers le dépôt de bilan, il souhaite changer d'air.
Il signe alors pour deux ans au Stade lavallois et retrouve ainsi la D2. Depuis ses débuts professionnels il évolue comme milieu de terrain défensif ou latéral gauche, un poste où il se fixe à Laval sous l'impulsion de son entraîneur Denis Troch. Troch voit en lui un joueur capable de « fédérer un groupe » et dialogue avec lui de l'organisation des séances d'entraînement. Avec le Stade lavallois, Franck Haise est demi-finaliste de la Coupe de France en 1997, après avoir éliminé l'AS Monaco de Fabien Barthez, Emmanuel Petit et Thierry Henry, dans un match où il sauve deux buts sur sa ligne dans les ultimes minutes. « Je crois que c'est le plus beau moment de ma carrière de footballeur. Éliminer le club qui est en tête du championnat de France, devant un stade plein, c'est un moment qui restera longtemps gravé dans ma mémoire », déclarera-t-il à la fin du match.
Il retrouve ensuite le poste de milieu de terrain à l'AS Beauvais pendant deux saisons, puis à son retour au Stade lavallois en 1999. Soumis à une forte concurrence dans l'entrejeu Tango, il postule à l'automne 2001 au poste de latéral gauche et s'y impose. Il termine sa carrière au SCO Angers qu'il contribue à faire monter en Ligue 2 en 2003. Au total, Franck Haise aura disputé près de 300 matchs de deuxième division.
Rarement utilisé au début de la saison 2003-2004, il choisit de quitter Angers en octobre pour devenir entraîneur-joueur du Stade mayennais, club promu en CFA2. Il met un terme à sa carrière de joueur en 2004, pour se consacrer à sa fonction d'entraîneur.

### Carrière d'entraîneur (depuis 2003)
Il commence sa carrière d'entraîneur au Stade mayennais, où il reste jusqu'en juin 2006, maintenant le club en CFA2 trois saisons de suite. Il intègre ensuite pour six saisons le staff technique du centre de formation du Stade rennais et dirige principalement les U17. En 2012, il prend la décision de quitter le club.
Après une année à l'US Changé comme entraîneur général de 2012 à 2013, il rejoint Régis Le Bris au FC Lorient en 2013 en tant qu'entraîneur de l'équipe réserve en CFA 2. Au terme de cette première saison, son équipe accède à la division supérieure et ses pairs l'élisent meilleur entraîneur du groupe H de CFA2. À partir d'avril 2015, il est nommé entraîneur adjoint de l'équipe professionnelle.
Le 24 octobre 2016, après le renvoi de Sylvain Ripoll, il est nommé entraîneur par intérim du FC Lorient, jusqu'à l'arrivée de Bernard Casoni, dont il devient l'adjoint.
À l'été 2017, il est en contact avec le Stade lavallois mais les pourparlers n'aboutissent pas car il ne possède pas le BEPF, nécessaire pour entraîner en National, et est encore sous contrat avec le FC Lorient.
Le 15 septembre 2017, Franck Haise signe pour une durée de trois ans avec la réserve du RC Lens, où il remplace Éric Sikora, qui vient d'être nommé à la tête de l'équipe première.

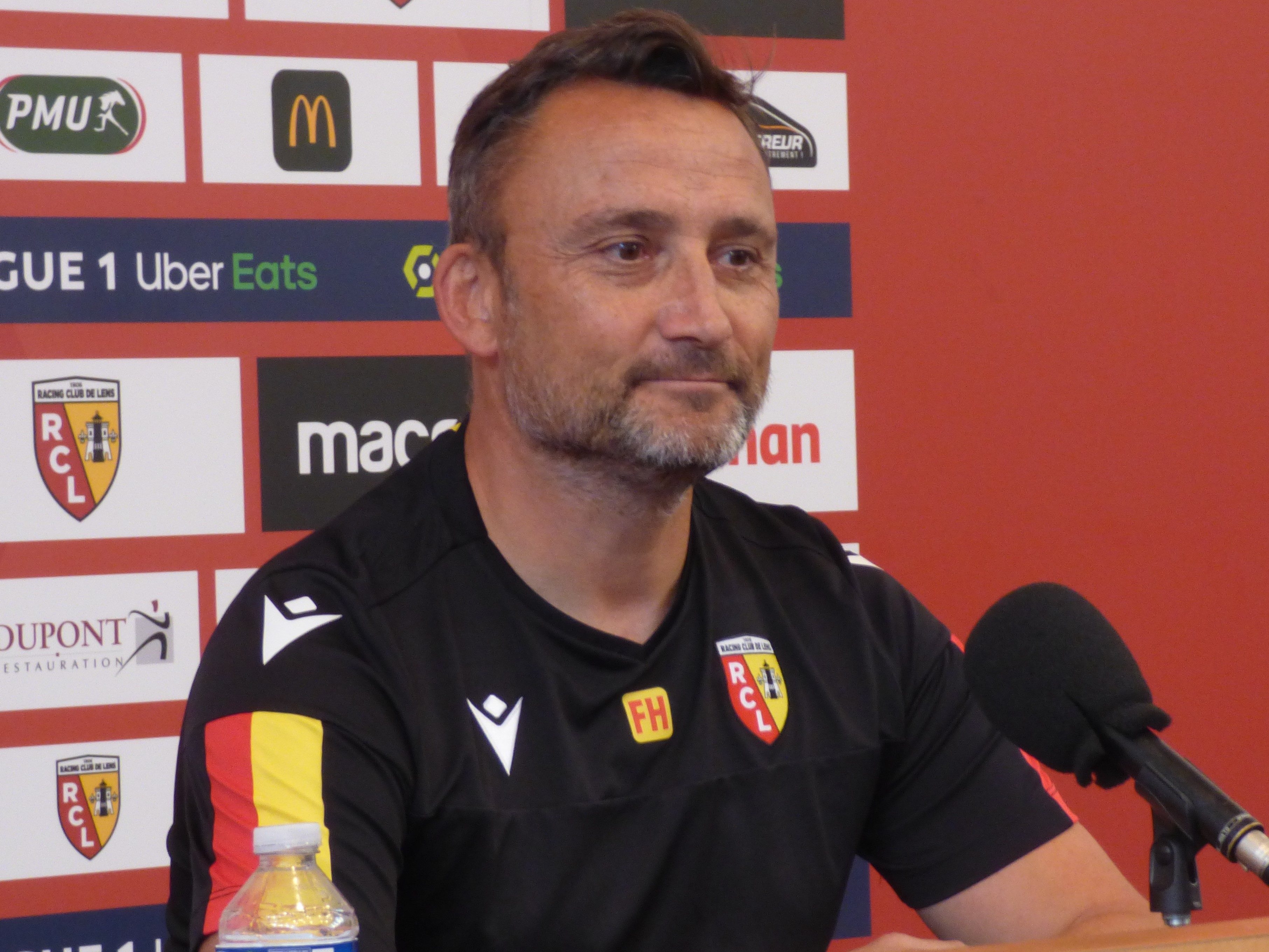
Franck Haise en juillet 2020.

Le 25 février 2020, après une lourde défaite du RC Lens à domicile contre le Stade Malherbe de Caen (1-4), il est nommé à la tête de l'équipe première à la place de Philippe Montanier. Il y est accompagné du préparateur physique Aymen Djiedidi et de son adjoint Alou Diarra. Après deux victoires à la tête de l'équipe première sur le terrain du Paris FC et contre Orléans dans un stade Bollaert à huis clos, le championnat est arrêté pour cause de pandémie de Covid-19. La saison lensoise s'arrête alors que le club est classé deuxième, ce qui lui permet d'être promu en Ligue 1. À la suite de cette promotion, l'entraîneur est prolongé de deux ans et voit son staff s'étoffer, avec l'arrivée comme adjoint de Lilian Nalis, son ancien coéquipier à Laval. Il obtient le BEPF à la même période.
Sous la direction de Franck Haise, le RC Lens se classe septième de Ligue 1 pour son retour dans l'élite. Adepte d'un système de pressing, Haise modifie la configuration de son prédécesseur Montanier, passant d’un 3-4-3 à un 3-4-1-2 avec l'addition de Gaël Kakuta. Il participe à l'éclosion de joueurs comme Seko Fofana ou Jonathan Clauss, appelé en équipe de France à 29 ans, faisant de lui le premier Lensois sélectionné depuis son adjoint Alou Diarra en 2006. En 2021, il fait partie des cinq nommés pour le trophée UNFP de meilleur entraîneur de Ligue 1. Ses pairs l'élisent deuxième meilleur entraîneur français de l'année 2021, derrière Christophe Galtier.
Le 13 octobre 2022, à la suite du départ de Florent Ghisolfi, Franck Haise est nommé manager général du RC Lens et prolonge son contrat jusqu'en 2027. Il bénéficie d'une augmentation de salaire et ses nouvelles fonctions dans le domaine sportif ne se limitent pas à l'équipe première mais englobent les équipes du centre de formation ainsi que la section féminine. À la fin du mois de janvier 2024, le club annonce que Franck Haise retrouve ses fonctions d'avant octobre 2022 de manager de l'équipe première masculine et n'est plus décideur en matière de stratégie de formation, de post-formation et de la section féminine.
En 2022 et 2023 il fait partie des trente personnalités « qui font le foot français » selon L'Équipe,. En mai 2023 il est nommé pour le trophée UNFP d'entraîneur de l'année en Ligue 1.
Le 6 juin 2024, il quitte le RC Lens et devient entraîneur de l'OGC Nice.

## Formation et diplômes
Franck Haise obtient le tronc commun du brevet d'État d'éducateur sportif premier degré (BEES 1er degré) à 19 ans, et la partie spécifique à l'été 1995. En juin 2004, il obtient la partie spécifique du BEES 2e degré, nécessaire à l'obtention du diplôme d'entraîneur de football (DEF). Il possède également le BEFF (brevet d'entraîneur formateur de football), qui permet d'encadrer un centre de formation professionnel.
En mai 2020, il obtient le brevet d'entraîneur professionnel de football (BEPF) après un an de formation menée à Clairefontaine par Franck Thivillier, Francis Gillot et Lionel Rouxel.

## Parcours d'entraîneur
- 2003-2006 : Stade mayennais FC, entraîneur principal (CFA2)
- 2006-2008 : Stade rennais, entraîneur des 14 ans fédéraux
- 2008-2012 : Stade rennais, entraîneur des 16 ans/U17 nationaux
- 2012-2013 : US Changé, entraîneur principal (Division d'honneur)
- 2013-2015 : FC Lorient, entraîneur de la réserve professionnelle (CFA2 puis CFA)
- Avril 2015-octobre 2016 : FC Lorient, entraîneur adjoint de l'équipe professionnelle dirigée par Sylvain Ripoll.
- Octobre-novembre 2016 : FC Lorient, entraîneur par intérim de l'équipe professionnelle
- Novembre 2016-juin 2017 : FC Lorient, entraîneur adjoint de l'équipe professionnelle dirigée par Bernard Casoni.
- Septembre 2017-février 2020 : RC Lens, entraîneur de la réserve professionnelle
- Février 2020-juin 2024 : RC Lens, entraîneur de l'équipe première puis manager général puis entraîneur de l'équipe première.
- Depuis juin 2024 : OGC Nice, entraîneur de l'équipe première.

## Palmarès

### De joueur
- Vice-champion de France de National avec Angers en 2003

### D'entraîneur
- Vice-champion de France de Ligue 2 avec le RC Lens en 2020
- Vice-champion de France de Ligue 1 avec le RC Lens en 2023

## Distinctions individuelles
- Meilleur entraîneur de Ligue 1 lors des trophées UNFP 2023 avec le RC Lens[33].
- Meilleur entraîneur français par France Football pour la saison 2022-2023[34].

## Vie personnelle
Marié, Franck Haise a un fils, Maël Haise, né en 2002 à Laval et qui évolue en tant que défenseur central dans différentes équipes réserves ou amateurs.